# Atlantis (Le Cap)
Pour les articles homonymes, voir Atlantis.
Atlantis est un faubourg d'Afrique du Sud, située dans la province du Cap-Occidental et rattaché à la métropole du Cap en Afrique du Sud. 

## Localisation
Atlantis est situé à 40 km au nord-ouest de la ville du Cap, à l'ouest de la N7 et à l'est de la Route 27. Il est traversé par les routes 304 et 307. 

## Quartiers
Atlantis est un faubourg comprenant 10 quartiers : Atlantis Industrial, Avondale SP1, Beaconhill, Protea Park, Robinvale, Saxonsea, Sherwood, Wesfleur SP1, Wesfleur SP2 et l'ancien bidonville de Witsand Informal (en cours d'aménagement urbain).

## Démographie
Selon le recensement de 2011, Atlantis comprend 67 491 résidents, majoritairement issus de la communauté coloured (85,01 %). Les noirs, population majoritaire en Afrique du Sud, représentent 12,91 % des habitants tandis que les blancs représentent 0,15 % des résidents.
La langue maternelle dominante au sein de la population est l'afrikaans (79,50 %) suivi de l'anglais sud-africain (9,43 %).

## Historique
Les urbanistes sud-africains ont créé Atlantis en 1977, dans le cadre du Group Areas Act. Il s'agissait alors de créer un faubourg industriel et une banlieue résidentielle pour la communauté coloured.

## Circonscriptions électorales
Atlantis se situe dans le 1er arrondissement (sub council 1) du Cap et se partage entre deux circonscriptions électorales :
- la circonscription no 29 (Malmesbury Farms - Mamre - Saxonsea - Sherwood - Wesfleur - Pella - Cape Farms District B - Avondale au sud de la N1, à l'est de Avon Road et Tierberg Crescent, au nord de la voie ferrée de Monte Vista et à l'ouest de Toner North Street) dont le conseiller municipal est Cynthia Clayton (DA)[3].
- la circonscription no 32 (Protea Park - Robinvale - Saxonwold - Sherwood - Witsand - Beacon Hill - Avondale au sud-ouest de Sampson Road et sud-est de Charel Uys Drive - Cape Farms District B au sud de Dassenberg Street, d'Atlantis Industrial/Robinvale,au nord ouest de la N7 et au nord de Melkbosstrand Road - Atlantis Industrial au sud-est de Dassenberg Street) dont le conseiller municipal est Babara Rass (DA)[4].

## Tourisme
De grandes dunes de sable sont situées à l'ouest d'Atlantis, entre la R307 et la R27, et font la réputation touristique de ce secteur. 
Les dunes d'Atlantis offrent des vues imprenables sur la montagne de la Table et sont appréciées des surfeurs, des conducteurs de véhicules tout-terrain et des publicitaires.